# نخ (رقص)
نخ یا نخ‌کشان (به انگلیسی: Floss) یک حرکت رقص است که در آن کسی (رقصنده) پشت‌سرهم بازوانش را با مشتان گره‌کرده، از پشت تن به پیشان (جلو)، بر هر پهلو می‌تاباند.

## ریشه‌شناسی
این نام از خود حرکت‌های رقص آمده‌است و دربرگیرنده «تاب دادن تند بازوها و مفصل ران با به‌کارگیری یک تکه بزرگ نخ دندان ناپیدا» است.

## مردم‌پسندی
ویدیوهای این رقص وقتی در رسانه‌های اجتماعی مردم‌پسند شد که راسِل هُرنینگ ۱۵ ساله که به «کودکی با کوله‌پشتی» شناخته می‌شود، آن را در مه ۲۰۱۷، در پخش زنده‌ای از برنامه شنبه شب زنده هنگام اجرای آهنگ «سویش سویش» از کیتی پری انجام داد.

## پادگردی‌ها
نخ به عنوان یک ایموت در بازی ویدیویی فورتنایت بتل رویال از اپیک گیمز از ۲۰۱۷ فرهنیده شده‌است. در دسامبر ۲۰۱۸، مادر هرنینگ یک کنش قانونی بر اپیک گیمز برای درشکستمان کپی‌رایت پر کرد.
این پلی‌گراوند گیمز را پیشرواند تا آن رقص را از فرتزا هرایزن ۴، بازی ویدیویی تازان ۲۰۱۸ بردارد تا از دعوای قضایی توند (پتانسیل) بپرهیزد.